# Episodi di You Me Her (seconda stagione)
La seconda stagione della serie televisiva You Me Her, composta da 10 episodi, è andata in onda sul canale televisivo Audience Network dal 14 febbraio al 18 aprile 2017. 
In Italia la stagione è stata interamente pubblicata dal servizio di video on demand Netflix il 15 giugno 2017.
| nº | Titolo originale                            | Titolo italiano                             | Prima TV USA     | Pubblicazione Italia |
| -- | ------------------------------------------- | ------------------------------------------- | ---------------- | -------------------- |
| 1  | Sex Fairy and the Eternal Flames            | La fatina del sesso e le fiamme eterne      | 14 febbraio 2017 | 15 giugno 2017       |
| 2  | Like Riding a Vagina Bike                   | Rimontare in sella                          | 21 febbraio 2017 | 15 giugno 2017       |
| 3  | Remember, Ruby, Remember                    | Ricorda, Ruby, ricorda                      | 28 febbraio 2017 | 15 giugno 2017       |
| 4  | Cat in the Box                              | Il gatto nella scatola                      | 7 marzo 2017     | 15 giugno 2017       |
| 5  | Stoner Sensai's Secrets of Love             | I segreti sull'amore di un sensei strafatto | 14 marzo 2017    | 15 giugno 2017       |
| 6  | What the F Is Wrong With You Trakarskys?    | Che c... avete che non va voi Trakarsky?    | 21 marzo 2017    | 15 giugno 2017       |
| 7  | Weird Janis and the White Trash Baby Vessel | Janis la stramba e la pezzente sforna-figli | 28 marzo 2017    | 15 giugno 2017       |
| 8  | Freaky Little Love Poodles                  | Piccolo cucciolotto innamorato              | 4 aprile 2017    | 15 giugno 2017       |
| 9  | Silver Linings and Vodka                    | Pensieri positivi e vodka                   | 11 aprile 2017   | 15 giugno 2017       |
| 10 | Baby, Baby Where Did Our Love Go?           | Dov'è andato il nostro amore?               | 18 aprile 2017   | 15 giugno 2017       |

## La fatina del sesso e le fiamme eterne
- Titolo originale: Sex Fairy and the Eternal Flames
- Diretto da: Sara St. Onge
- Scritto da: John Scott Shepherd

### Trama
La nuova "troppia", ora ufficiale, si impegna a convivere insieme sotto lo stesso tetto, affrontando la disapprovazione dei vicini di casa, della famiglia e degli amici, tra i quali Nina che ora si deve cercare una nuova coinquilina.

## Rimontare in sella
- Titolo originale: Like Riding a Vagina Bike
- Diretto da: Sara St. Onge
- Scritto da: John Scott Shepherd

### Trama
Emma, Jack e Izzy decidono di presentarsi come "troppia" alla festa con tutti i vicini di casa, organizzata da Carmen e Dave. Successivamente questi ultimi, per affrontare la loro pudicizia e ritrosia nei confronti dei tre, decidono di invitare Jack, Emma e Izzy a un appuntamento a cinque, in un locale alla moda.

## Ricorda, Ruby, ricorda
- Titolo originale: Remember, Ruby, Remember
- Diretto da: Sara St. Onge
- Scritto da: John Scott Shepherd

### Trama
Mentre Emma discute con Carmen della sua indecisione riguardo al suo orientamento sessuale, Jack incontra, a un colloquio di lavoro, la sua ex fidanzata Ruby.

## Il gatto nella scatola
- Titolo originale: Cat in the Box
- Diretto da: Sara St. Onge
- Scritto da: John Scott Shepherd

### Trama
Jack rincontra Ruby, durante un'uscita tra uomini, con Dave e con suo fratello. Intanto Emma organizza una festa tra donne, a base di vino Chardonnay, dove Nina e Izzy iniziano a delirare, dopo essersi drogate.

## I segreti sull'amore di un sensei strafatto
- Titolo originale: Stoner Sensai's Secrets of Love
- Diretto da: Sara St. Onge
- Scritto da: John Scott Shepherd

### Trama
Jack, dopo aver litigato con Emma, per il fatto che lui si ritiene il terzo incomodo nel loro rapporto, irrompe in casa di suo fratello e, nonostante i tentativi di Izzy di sistemare la situazione, decide di trascorrere le giornate con il suo nipote adolescente, il quale lo consiglia in ambito amoroso. Emma intanto non è sicura di quello che realmente vuole, mentre Dave e Carmen decidono di sperimentare nuove esperienze.

## Che c... avete che non va voi Trakarsky?
- Titolo originale: What the F Is Wrong With You Trakarskys?
- Diretto da: Sara St. Onge
- Scritto da: John Scott Shepherd

### Trama
Emma, nonostante tema che Jack non voglia più tornare, si rifiuta di fare il primo passo, nonostante il vicino arrivo dei suoi genitori conservatori. Nel mentre Jack organizza una cena con Ruby.

## Janis la stramba e la pezzente sforna-figli
- Titolo originale: Weird Janis and the White Trash Baby Vessel
- Diretto da: Sara St. Onge
- Scritto da: John Scott Shepherd

### Trama
Dopo la riconciliazione di Jack ed Emma, Izzy si sente messa da parte quando i due decidono di avere un figlio. Dave e Carmen, intanto, prendono la decisione di trascorrere una serata diversa, la quale prende però una strana piega.

## Piccolo cucciolotto innamorato
- Titolo originale: Freaky Little Love Poodles
- Diretto da: Sara St. Onge
- Scritto da: John Scott Shepherd

### Trama
Jack ed Emma, a causa dell'arrivo dei genitori conservatori di quest'ultima, decidono di fingere che Izzy sia la loro madre surrogata. Nina intanto scava nel passato sentimentale di Andy, incontrando le sue precedenti fidanzate.

## Pensieri positivi e vodka
- Titolo originale: Silver Linings and Vodka
- Diretto da: Sara St. Onge
- Scritto da: John Scott Shepherd

### Trama
Dopo aver confessato la verità ai suoi genitori, Emma è preoccupata e si sente colpevole per le condizioni di salute di suo padre, il quale però, dopo essersi ripreso, decide di accettare la situazione della figlia. Nina intanto si dispera, dopo la rottura con Andy.

## Dov'è andato il nostro amore?
- Titolo originale: Baby, Baby Where Did Our Love Go?
- Diretto da: Sara St. Onge
- Scritto da: John Scott Shepherd

### Trama
Jack, Emma e Izzy prendono appuntamento con uno specialista in fecondazione surrogata, dopo che Jack ha chiesto alle due di trasferirsi insieme in una nuova casa in centro. Emma però è indecisa sul fatto di avere un figlio e deve affrontare una svolta nella sua carriera.